# WayForward Technologies
WayForward Technologies, Inc. — американская независимая компания-разработчик и издатель видеоигр со штаб-квартирой в Валенсии, Калифорния. Основана в марте 1990 года предпринимателем в сфере технологий Волди Уэем. Изначально WayForward занималась разработкой игр для таких игровых систем, как Super Nintendo и Sega Mega Drive, а также телевизионных игр и образовательного программного обеспечения для ПК. В 1997 году компания перезапустила своё игровое подразделение, позиционируя себя как подрядчика для издателей и работая с различными лицензированными продуктами.
Компания создала ряд оригинальных игровых франшиз, среди которых флагманская серия Shantae, начавшаяся с одноимённой игры для Game Boy Color, изданной Capcom. WayForward Technologies разрабатывала игры для портативных игровых систем Game Boy Advance, Nintendo DS, Nintendo 3DS и PlayStation Vita, выпускала проекты в сервисе WiiWare для Nintendo Wii и Wii U, создавала игры для Nintendo Switch, а также для персональных компьютеров и мобильных телефонов.

## История
WayForward Technologies была основана в 1990 году Волди Уэем как независимая компания по разработке видеоигр. Ранее Уэй руководил компанией, специализировавшейся на программном обеспечении для обработки листового металла. На начальном этапе компания сосредоточилась на создании программного обеспечения для Super Nintendo, Mega Drive, Game Gear и Game Boy Color. Впоследствии WayForward расширила сферу деятельности, начав разрабатывать образовательные игры для персональных компьютеров и платформы Leapster. В этот период многие сотрудники компании совмещали работу с другими занятиями, чтобы поддерживать свое стремление стать разработчиками игр.
В 1994 году WayForward Technologies заключила партнёрское соглашение с компанией American Education Publishing для дальнейшей разработки образовательных видеоигр. Партнёрство оказалось успешным — компания получила награды за инновации на выставке Consumer Electronics Show 1995 года. В этот период WayForward сосредоточилась на использовании лицензированных активов, таких как Маппеты, для своих образовательных игр.
WayForward возобновила деятельность в сфере разработки видеоигр в апреле 1997 года, выступая в роли «разработчика по найму» и оказывая услуги издателям программного обеспечения. По словам генерального директора Джона Бека, работа над небольшими проектами позволяла компании поддерживать стабильный уровень занятости. В середине 2002 года WayForward выпустила первую игру, разработанную на основе собственной интеллектуальной собственности — Shantae. Хотя игра получила признание критиков, она стала одной из последних разработок для Game Boy Color, и в результате имела ограниченный успех на рынке.
Когда в начале 2004 года Nintendo анонсировала портативную консоль с двумя экранами, впоследствии получившую название Nintendo DS, WayForward начала изучать возможности новой платформы. Компания приступила к разработке продолжения Shantae с использованием обоих экранов. Несмотря на представление концепции нескольким издателям, заключить сделку не удалось. Благодаря большому количеству созданных для Shantae ресурсов, включая трёхмерные модели, WayForward часто использует их при тестировании новых технологий или платформ разработки. В 2004 году компания по контракту с THQ разработала чат-игру Ping Pals для Nintendo DS. Несмотря на жёсткие временные рамки разработки, WayForward использовала эту возможность для получения комплектов разработчика для данной платформы. Игра получила неблагоприятные отзывы большинства критиков и заслужила лишь единственную положительную рецензию. В 2006 году компания создала и выпустила Justice League Heroes: The Flash в период завершения коммерческого жизненного цикла Game Boy Advance. Игра встретила преимущественно положительные отзывы. В дальнейшем WayForward разработала ряд проектов для Nintendo DS. Looney Tunes: Duck Amuck, основанная на мультфильме Warner Bros. 1951 года «Бешеная утка», получила смешанные отзывы после выхода.
19 февраля 2008 года Джон Бек и Мэтт Бозон выступили с докладами на саммите независимых игр в рамках Game Developers Conference 2008, обсуждая ряд проблем, с которыми сталкиваются независимые игровые компании. 5 марта 2008 года была анонсирована игра Lit, которая вышла 9 февраля 2009 года на платформе цифровой дистрибуции WiiWare. Также для этой платформы рассматривалась возможность выпуска новой игры серии Shantae.
20 ноября 2012 года состоялся выпуск игры Adventure Time: Hey Ice King! Why’d You Steal Our Garbage?!. В 2013 году были выпущены её продолжение Adventure Time: Explore the Dungeon Because I Don't Know!, а также Regular Show: Mordecai and Rigby in 8-Bit Land. 13 июня 2013 года вышло продолжение Mighty Switch Force!. В журнале Nintendo Power была анонсирована новая игра серии Shantae — Shantae and the Pirate's Curse, выпущенная 23 октября 2014 года в сервисах Nintendo 3DS и Wii U eShop. Другая игра серии, Shantae: Half-Genie Hero, была профинансирована через краудфандинговую платформу Kickstarter и вышла в декабре 2016 года. 1 апреля 2013 года WayForward сделала шуточный анонс игры Cat Girl Without Salad!. Поклонники положительно отреагировали на концепцию игры, что впоследствии привело к её полноценной разработке и выпуску в июне 2016 года в составе Humble Bundle. В мае 2017 года WayForward выступила издателем версий игры Mystik Belle для PlayStation 4 и Xbox One, изначально разработанной и изданной студией Last Dimension для платформы Steam.

## Игры
| Год  | Название                                                                                |
| ---- | --------------------------------------------------------------------------------------- |
| 1992 | FunPack                                                                                 |
| 1994 | Mickey's Ultimate Challenge                                                             |
| 1997 | Star Warped                                                                             |
| 1998 | FunPack 3D                                                                              |
| 1998 | Casper: Animated Activity Center                                                        |
| 1998 | Microshaft Winblows 98                                                                  |
| 1998 | Outburst                                                                                |
| 1999 | The Land Before Time: Preschool Adventure                                               |
| 1999 | Life’s Little Lessons with The Berenstain Bears: How to Get Along with Your Fellow Bear |
| 1999 | Xtreme Sports Arcade: Summer Edition                                                    |
| 2000 | Xtreme Sports                                                                           |
| 2000 | Bear in the Big Blue House: Bear’s Sense of Adventure                                   |
| 2000 | Delirium                                                                                |
| 2000 | Sabrina: The Animated Series: Zapped!                                                   |
| 2001 | Sabrina: The Animated Series: Spooked!                                                  |
| 2001 | Pearl Harbor: Defend the Fleet                                                          |
| 2001 | Wendy: Every Witch Way                                                                  |
| 2001 | WWF Betrayal                                                                            |
| 2002 | Shantae                                                                                 |
| 2002 | The Scorpion King: Sword of Osiris                                                      |
| 2002 | Godzilla: Domination                                                                    |
| 2003 | Rescue Heroes: Billy Blazes                                                             |
| 2003 | Nickelodeon Toon Twister 3D                                                             |
| 2004 | The SpongeBob SquarePants Movie                                                         |
| 2004 | Ping Pals                                                                               |
| 2005 | Sigma Star Saga                                                                         |
| 2005 | SpongeBob SquarePants: Lights, Camera, Pants!                                           |
| 2005 | Tak: The Great Juju Challenge                                                           |
| 2005 | Barbie and the Magic of Pegasus                                                         |
| 2006 | X-Men: The Official Game                                                                |
| 2006 | Unfabulous!                                                                             |
| 2006 | Justice League Heroes: The Flash                                                        |
| 2006 | American Dragon: Jake Long – Attack of the Dark Dragon                                  |
| 2006 | American Dragon: Jake Long — Rise of the Huntsclan                                      |
| 2006 | SpongeBob SquarePants: Creature from the Krusty Krab                                    |
| 2006 | Barbie in the 12 Dancing Princesses                                                     |
| 2007 | Looney Tunes: Duck Amuck                                                                |
| 2007 | Shrek: Ogres & Dronkeys                                                                 |
| 2007 | Contra 4                                                                                |
| 2008 | Space Chimps                                                                            |
| 2009 | LIT                                                                                     |
| 2009 | Mighty Flip Champs!                                                                     |
| 2009 | A Boy and His Blob                                                                      |
| 2009 | Where the Wild Things Are                                                               |
| 2009 | Barbie and the Three Musketeers                                                         |
| 2010 | Galactic Taz Ball                                                                       |
| 2010 | Despicable Me: Minion Mayhem                                                            |
| 2010 | Batman: The Brave and the Bold – The Videogame                                          |
| 2010 | Shantae: Risky's Revenge                                                                |
| 2011 | SpongeBob SquigglePants                                                                 |
| 2011 | Centipede: Infestation                                                                  |
| 2011 | Thor: God of Thunder                                                                    |
| 2011 | Mighty Milky Way                                                                        |
| 2011 | Mighty Flip Champs! DX                                                                  |
| 2011 | BloodRayne: Betrayal                                                                    |
| 2011 | Aliens: Infestation                                                                     |
| 2011 | Mighty Switch Force!                                                                    |
| 2011 | Happy Feet Two: The Video Game                                                          |
| 2012 | Hotel Transylvania                                                                      |
| 2012 | Double Dragon Neon                                                                      |
| 2012 | Silent Hill: Book of Memories                                                           |
| 2012 | Adventure Time: Hey Ice King! Why'd You Steal Our Garbage?!                             |
| 2012 | Mighty Switch Force! Hyper Drive Edition                                                |
| 2013 | The Smurfs 2: The Video Game                                                            |
| 2013 | DuckTales: Remastered                                                                   |
| 2013 | Regular Show: Mordecai and Rigby in 8-Bit Land                                          |
| 2013 | Adventure Time: Explore the Dungeon Because I Don't Know!                               |
| 2013 | Mighty Switch Force! 2                                                                  |
| 2014 | Drawn to Life                                                                           |
| 2014 | Transformers: Rise of the Dark Spark                                                    |
| 2014 | Shantae and the Pirate's Curse                                                          |
| 2014 | Adventure Time: The Secret of the Nameless Kingdom                                      |
| 2014 | Wonder Momo: Typhoon Booster                                                            |
| 2014 | Scooby Doo! & Looney Tunes Cartoon Universe: Adventure                                  |
| 2014 | Shantae: Risky’s Revenge — Director’s Cut                                               |
| 2014 | Teenage Mutant Ninja Turtles: Danger of the Ooze                                        |
| 2015 | Mighty Switch Force! Hose It Down!                                                      |
| 2015 | Watch Quest! Heroes of Time                                                             |
| 2015 | Til Morning’s Light                                                                     |
| 2015 | Adventure Time: Puzzle Quest                                                            |
| 2015 | Mighty Switch Force! Academy                                                            |
| 2015 | Goosebumps: The Game                                                                    |
| 2015 | Marvel Puzzle Quest                                                                     |
| 2015 | Descendants                                                                             |
| 2016 | Cat Girl Without Salad: Amuse-Bouche                                                    |
| 2016 | Shantae: Half-Genie Hero                                                                |
| 2017 | Mystik Belle                                                                            |
| 2017 | The Mummy Demastered                                                                    |
| 2019 | Bloodstained: Ritual of the Night (with Artplay and 505 Games)                          |
| 2019 | Spidersaurs                                                                             |
| 2019 | Mighty Switch Force! Collection                                                         |
| 2019 | Miraculous Crush: A Ladybug & Cat Noir Match 3                                          |
| 2019 | Shantae and the Seven Sirens                                                            |
| 2019 | River City Girls (с Arc System Works)                                                   |
| 2020 | Vitamin Connection (с Nintendo)                                                         |
| 2020 | Marble Knights (с Apple Inc.)                                                           |
| 2020 | Trollhunters: Defenders of Arcadia                                                      |
| 2020 | Bakugan: Champions of Vestroia (с Warner Bros. Interactive Entertainment и Nintendo)    |
| 2021 | BloodRayne Betrayal: Fresh Bites                                                        |
| 2022 | River City Girls Zero                                                                   |
| 2022 | Dawn of the Monsters                                                                    |
| 2022 | Lunark                                                                                  |
| 2022 | River City Girls 2 (с Arc System Works)                                                 |
| 2022 | RWBY: Arrowfell (с Arc System Works)                                                    |
| 2023 | Advance Wars 1+2: Re-Boot Camp                                                          |